# Brzesko (gromada w powiecie brzeskim, 1954–1956)
Brzesko (od 29 II 1956 Jadowniki) – dawna gromada, czyli najmniejsza jednostka podziału terytorialnego Polskiej Rzeczypospolitej Ludowej w latach 1954–1972.
Gromady, z gromadzkimi radami narodowymi (GRN) jako organami władzy najniższego stopnia na wsi, funkcjonowały od reformy reorganizującej administrację wiejską przeprowadzonej jesienią 1954 do momentu ich zniesienia z dniem 1 stycznia 1973, tym samym wypierając organizację gminną w latach 1954–1972.
Gromadę Brzesko z siedzibą GRN w mieście Brzesko (nie wchodzącym w jej skład) utworzono – jako jedną z 8759 gromad na obszarze Polski – w powiecie brzeskim w woj. krakowskim, na mocy uchwały nr 19/IV/54 WRN w Krakowie z dnia 6 października 1954. W skład jednostki wszedł obszar dotychczasowej gromady Jadowniki ze zniesionej gminy Okocim w tymże powiecie. Dla gromady ustalono 27 członków gromadzkiej rady narodowej.
Gromadę Brzesko zniesiono 29 lutego 1956 w związku z przeniesieniem siedziby GRN z Brzeska do Jadownik i przemianowaniem jednostki na gromada Jadowniki.
Uwaga: Gromada Brzesko (o innym składzie) istniała także w latach 1962–72 w powiecie brzeskim.